# Tore André Dahlum
Tore André Dahlum (Kristiansand, 21 juni 1968) is een voormalig Noors voetballer, die speelde als aanvaller gedurende zijn carrière. Hij beëindigde zijn loopbaan in 2004 bij de Noorse club IF Fløya uit Tromsø. Na zijn actieve voetballoopbaan werd Dahlum trainer.

## Interlandcarrière
Dahlum, bijgenaamd Totto, speelde vijftien interlands voor het Noors nationaal elftal en scoorde zes keer voor zijn vaderland. Onder leiding van bondscoach Ingvar Stadheim maakte hij zijn debuut in de EK-kwalificatiewedstrijd in en tegen de Sovjet-Unie (2-0), net als Erik Pedersen (Tromsø IL) en Tore Pedersen (IFK Göteborg).

## Erelijst
IK Start
- Topscorer Tippeligaen

1990 (20 goals)
 Rosenborg BK
- Landskampioen

1992, 1993, 1997, 1998, 1999
- Beker van Noorwegen

1992, 1999